# Estación Chazón
Chazón es una estación ferroviaria ubicada en la localidad del mismo nombre, Departamento General San Martín, Provincia de Córdoba y República Argentina.

## Servicios
Actualmente, presta servicios de la empresa operadora de este tramo, América Latina Logística, en los servicios de carga desde Villa María hacia Rufino, Actualmente, con servicio de cargas.

## Historia
En el año 1890 fue inaugurada la estación, por parte del Ferrocarril Buenos Aires al Pacífico, en el ramal Rufino-Villa María, solo de cargas.